# 하동 청계사 법화영험전
하동 청계사 법화영험전(河東 淸溪寺 法華靈驗傳)은 대한민국 경상남도 하동군, 청계사에 있는 조선시대의 책이다. 2014년 3월 20일 경상남도 유형문화재 제556호로 지정되었다.
「법화영험전」은 고려 말의 승려 요원(了圓)이 당나라 혜상(慧詳)의 홍찬전(弘贊傳), 송나라 종효(宗曉)의 현응록(現應錄), 고려시대의 해동전홍록(海東傳弘錄) 등에서〈묘법연화경을 수지(受持)·독송(讀誦)·서사(書寫)·강해(講解)함으로써 얻게 되는 갖가지 영험담(靈驗談)을 모아 편집하여 수록하였다.
본서(本書)와 동일한 간본(刊本)인, 1534년에 전라도의 문수사에서 중간한 법화영험전은 <고려대 도서관>과 <동국대 도서관> 및 <연세대 도서관>에 소장되어 있는 것으로 확인된다.
본서(本書)는 ‘1534년’ 및 ‘문수사’라는 명확한 간행기록이 남아 있고, 시주자에 대한 기록 및 인출과 보관상태가 양호한 책이며 임진왜란(1592) 이전에 간행된 귀중본이다.

## 참고 자료
- 하동 청계사 법화영험전 - 국가유산청 국가유산포털